# Prugnanes

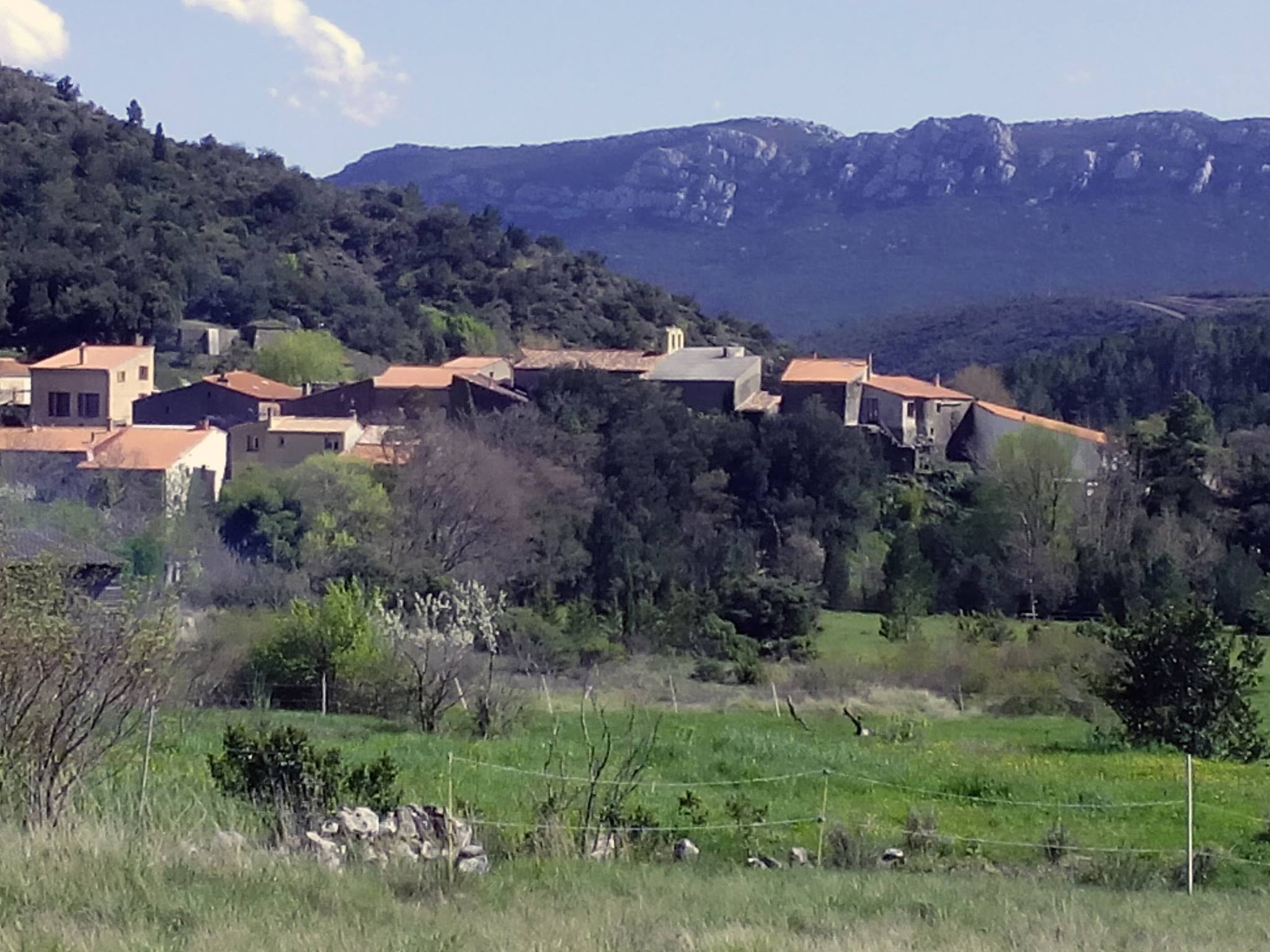
Prugnanes (2016)

Prugnanes (okzitanisch Prunhanas) ist eine französische Gemeinde mit 97 Einwohnern (Stand 1. Januar 2022) im Département Pyrénées-Orientales in der Region Okzitanien. Sie gehört zum Arrondissement Prades und zum Kanton La Vallée de l’Agly.

## Lage
Das Gemeindegebiet ist Teil des Regionalen Naturparks Corbières-Fenouillèdes.
Nachbargemeinden von Prugnanes sind Camps-sur-l’Agly (Aude) im Norden, Cubières-sur-Cinoble  (Aude) im Nordosten, Saint-Paul-de-Fenouillet im Osten und Caudiès-de-Fenouillèdes im Westen.

## Bevölkerungsentwicklung
| Jahr      | 1962 | 1968 | 1975 | 1982 | 1990 | 1999 | 2013 |
| Einwohner | 103  | 85   | 79   | 65   | 55   | 69   | 100  |